# Стадион Бежиград
Стадион Бежиград, познат и као Централни стадион Бежиград, је вишенаменски стадион у Љубљани, Словенија. Стадион је затворен од 2008, а Јоже Печечник, словеначки бизнисмен, који је купио стадион планира да изгради нови.
Стадион је био домаћи терен НК Олимпије Љубљана, која од 2010. игра на новоизграђеном стадиону Стожице, а последњи клуб који је играо на њему пре затварања је био НК Интерблок, чији је власник управо Јоже Печечник.
Бежиград је такође био главни стадион фудбалске репрезентације Словеније до 2004, али пошто више није испуњавао услове за играње међународних утакмица, репрезентација се преселила на новоизграђени стадион у Цељу, Арену Петрол.
Стадион је отворен 1935, а дизајнирао га је архитекта Јоже Плечник. Име је добио по делу града у коме се налази.

## Утакмице репрезентације

### Фудбалска репрезентација Југославије
Фудбалска репрезентација Југославије је на овом стадиону одиграла 2 утакмице:
| Датум               | Такмичење                 | Држава  | Резултат | Гледалаца |
| ------------------- | ------------------------- | ------- | -------- | --------- |
| 27. септембар 1980. | Квалификације за СП 1982. | Данска  | 2:1      | 20.000    |
| 26. мај 1990.       | Пријатељска               | Шпанија | 0:1      | 10.000    |

### Фудбалска репрезентација Словеније
Фудбалска репрезентација Словеније је на овом стадиону одиграла следеће утакмице:
| Датум               | Такмичење                 | Држава              | Резултат | Гледалаца |
| ------------------- | ------------------------- | ------------------- | -------- | --------- |
| 7. април 1993.      | Пријатељска               | Естонија            | 2:0      | 2.500     |
| 11. октобар 1995.   | Квалификације за ЕП 1996. | Украјина            | 3:2      | 4.000     |
| 15. новембар 1995.  | Квалификације за ЕП 1996. | Хрватска            | 1:2      | 10.000    |
| 21. мај 1995.       | Пријатељска               | УАЕ                 | 2:2      | 2.500     |
| 1. септембар 1995.  | Квалификације за СП 1998. | Данска              | 0:3      | 6.000     |
| 10. новембар 1996.  | Квалификације за СП 1998. | Босна и Херцеговина | 1:2      | 4.000     |
| 6. септембар 1997.  | Квалификације за СП 1998. | Грчка               | 0:3      | 5.000     |
| 11. октобар 1997.   | Квалификације за СП 1998. | Хрватска            | 1:3      | 6.000     |
| 10. октобар 1998.   | Квалификације за ЕП 2000. | Норвешка            | 1:2      | 8.500     |
| 28. април 1999.     | Пријатељска               | Финска              | 1:1      | 2.000     |
| 18. август 1999.    | Квалификације за ЕП 2000. | Албанија            | 2:0      | 8.000     |
| 4. септембар 1999.  | Квалификације за ЕП 2000. | Грузија             | 2:1      | 7.000     |
| 12. новембар 1999.  | Квалификације за ЕП 2000. | Украјина            | 2:1      | 9.000     |
| 3. јун 2000.        | Пријатељска               | Саудијска Арабија   | 2:0      | 9.000     |
| 11. октобар 2000.   | Квалификације за СП 2002. | Швајцарска          | 2:2      | 9.000     |
| 28. март 2001.      | Квалификације за СП 2002. | СР Југославија      | 1:1      | 10.000    |
| 2. јун 2001.        | Квалификације за СП 2002. | Луксембург          | 2:0      | 5.000     |
| 15. август 2001.    | Пријатељска               | Румунија            | 2:2      | 6.000     |
| 1. септембар 2001.  | Квалификације за СП 2002. | Русија              | 2:1      | 9.000     |
| 6. октобар 2001.    | Квалификације за СП 2002. | Фарска Острва       | 3:0      | 9.500     |
| 10. новембар 2001.  | Квалификације за СП 2002. | Румунија            | 2:1      | 9.000     |
| 17. април 2002.     | Пријатељска               | Тунис               | 1:0      | 5.500     |
| 17. мај 2002.       | Пријатељска               | Гана                | 2:0      | 7.000     |
| 7. септембар 2002.  | Квалификације за ЕП 2004. | Малта               | 3:0      | 7.000     |
| 2. април 2003.      | Пријатељска               | Кипар               | 4:1      | 5.000     |
| 6. септембар 2003.  | Квалификације за ЕП 2004. | Израел              | 3:1      | 8.000     |
| 10. септембар 2003. | Квалификације за ЕП 2004. | Француска           | 0:2      | 9.000     |
| 19. новембар 2003.  | Квалификације за ЕП 2004. | Хрватска            | 0:1      | 8.500     |
| 18. август 2004.    | Пријатељска               | Србија и Црна Гора  | 1:1      | 6.000     |